# Ionuț Chirilă
Ionuț Chirilă (n. 9 ianuarie 1966, București, România) este un antrenor de fotbal român. Este fiul lui Ioan Chirilă și al Iarinei Demian și fratele lui Tudor Chirilă.

## Cariera de antrenor
Ionuț Chirilă și-a început cariera de antrenor la clubul Electromagnetica, unde a antrenat un an. Apoi, a antrenat clubul CSM Focșani, care în 2001 și-a schimbat numele în Unirea Focșani, acolo stând pe banca tehnică 2 ani. Între 2005-2006, a antrenat Jiul Petroșani. În 2007, a semnat cu clubul de Liga I UTA Arad. Sub comanda sa, acest club a retrogradat în Liga a II-a. A mai stat pe banca tehnică a UTA un sezon, după care timp de 4 ani nu a mai antrenat nici o echipă. În 2011, a fost favorit să preia Dinamo, dar nu a reușit acest lucru.

### Concordia Chiajna
În 2013, Ionuț Chirilă a semnat cu Concordia Chiajna, o formație care retrograda în Liga a II-a, stabilindu-și ca scop promovarea în Liga I. La 6 iulie 2013, însă Comitetul Executiv al FRF a hotărât să organizeze un baraj de rămânere în Liga I între Rapid, echipă fără criteriu licențiere, și Concordia, echipă fără criteriu sportiv. Rapid a câștigat barajul cu 2-1. Concordia Chiajna a făcut plângere la TAS, unde a câștigat și a luat locul Rapidului. Chiar dacă Rapid București a jucat primele 2 etape ale Ligii I, a fost retrogradată în Liga a II-a și Concordia a fost reprogramată pentru a juca primele 2 meciuri. Noul obiectiv impus direct de către finanțatorul Concordiei, primarul Mircea Minea, a fost lupta la titlu.

### Academica Clinceni
După patru ani fără activitate, Chirilă a semnat în septembrie 2021 un contract pentru două sezoane cu Academica Clinceni, echipă aflată la momentul respectiv pe ultimul loc din Liga I. Însă după doar două luni, Chirilă a fost demis de către conducerea clubului deoarece nu a reușit să urce echipa în clasament. Însă Chirilă a refuzat să părăsească funcția și a insistat să intre la antrenamentele echipei, deși accesul îi era interzis, ieșind un întreg scandal.